# Galeri, Bacău
Galeri este un sat în comuna Horgești din județul Bacău, Moldova, România.